# 仙塩
仙塩（せんえん）とは、宮城県の仙台市と塩竈市から1字ずつ採って名付けられた地域名。戦前と戦後に、この地域の工業地帯化を図る仙塩地方開発総合計画、仙塩特定地域総合開発計画が立案され、それに関連して一帯の広域合併を進める仙塩合併が議論された。また、宮城県は仙台市や塩竈市を含む広範囲に仙塩広域都市計画を設定している。

## 仙塩地方開発総合計画
1940年（昭和15年）、仙台市から宮城郡塩竈町（当時）にかけての地域を工業地帯として開発する「仙塩地方開発総合計画」が立案された。この計画の立案者は内務省仙台土木出張所の所長だった金森誠之で、この計画は「金森構想」とも呼ばれた。この頃は日中戦争のさなかであり、地方における工業力の拡充が国の政策として行われていた時期でもあった。金森の仙塩地方開発総合計画は、仙塩地区を大規模な工業集積地帯として、さらには仙塩地区が東北地方振興の拠点となることを考えたものだった。仙塩地方開発総合計画は、仙台から塩竃にかけての約700万坪を工業用地として想定し、同時に住宅や商店、広場の建設も想定して、将来的に仙塩地区には120万人の人口が集積すると見込んだ。また、塩竈港における1万トン級船舶が接岸できる岸壁の整備、名取川の改修、工業用水確保のために釜房ダムの建設、貞山運河の整備、その他、道路や鉄道、港湾の整備がこの計画に盛り込まれた。当時の仙台市長の渋谷徳三郎は、この計画の実現に熱意を燃やしたが、時局の悪化により、仙塩地方開発総合計画は実現しなかった。しかし、この計画は戦後の「仙塩特定地域総合開発計画」の下地になったと言われる。

## 仙塩特定地域総合開発計画
1950年（昭和25年）、宮城県は「仙塩特定地域計画書」を策定した。この計画書は、宮城県内の産業振興や経済的発展のためには工業の振興を推し進めることが必要であると指摘していた。そして、その拠点として、仙塩地区が宮城県のみならず、東北地方の中においても適地であると記した。具体的には、当時の仙台市、塩竈市、松島町、利府村、多賀城村、七ヶ浜村、野蒜村、宮戸村が「仙塩特定地域」とされた。この計画が、1951年（昭和26年）に「仙塩特定地域総合開発計画」となった。第一期計画は、この年から1953年（昭和28年）までとされ、様々な分野の工業集積によって、工業生産額の3倍増、2万4000人分の雇用創出が目標とされた。この他にも、塩釜港の荷役能力増加（1年間で270万トン）、100トンバージを運航するために貞山運河の改修、東北本線の新線への切り替え、複線化、操車場や臨海鉄道の整備、街路整備、住区整備、上水源開発（工業用水1日11万トン、都市上水1日9万トン）、送電設備整備などの開発目標が設定され、水産資源や農産資源、観光資源にも目標が及んだ。
仙塩特定地域総合開発計画の策定は、1950年（昭和25年）の国土総合開発法の成立を契機としていた。しかし、1951年（昭和26年）に国が全国19箇所を特定地域として指定した際、仙塩地区はこれに含まれなかった。国の特定地域開発はアメリカのテネシー川流域開発公社を参考にしていた。このため、河川流域が特定地域に指定され、河川流域でない仙塩地区は指定されなかったのである。それでもあえて宮城県が、国の指定の獲得を目指したのは、朝鮮戦争に関連する特需に対応するためで、また、戦前の「仙塩地方開発総合計画」があったことから仙塩地域の開発計画を策定しやすかった、とされる。この後、1957年（昭和32年）に仙塩は国から特定地域の指定を受けた。
仙台市は、宮城県の仙塩特定地域総合開発計画にあわせて、1951年（昭和26年）に「仙台市工場設置推奨条例」を制定し、工業都市化を目指した。その一方で、仙台市はダム建設において宮城県と対立した。宮城県は仙塩特定地域総合開発計画にあわせて、大倉ダムの建設を計画していた。大倉ダムの設置により、仙台市のみならず塩竈市や多賀城町（当時）を含む広範囲に、10万トンの生活用水と10万トンの工業用水が供給される計画だった。仙台市も大倉川へのダムの設置の必要性は同意していたが、生活用水確保の観点から宮城県の案より上流に定義ダムを建設するべきだという認識を持っていた。1954年（昭和29年）に建設省が宮城県の案を支持したが、それでも仙台市は自らの案を譲らずに両者の対立は深刻化した。1955年（昭和30年）は水不足の年で、解決策を見いだせない宮城県と仙台市に非難の声が上がり、この年の12月に仙台市は自らの案を撤回した。大倉ダムの建設は1958年（昭和33年）に始まり、1961年（昭和36年）に完成した。
仙台市や塩竈市を含めて、仙台湾沿岸地域は1964年（昭和39年）に国から新産業都市に指定された。こうした工業化の成果について仙台市の事例を挙げると、1955年（昭和30年）から1970年（昭和45年）にかけて、事業所数、就業者数は約2倍、製品出荷額は約10倍に増えた。しかし、仙台市の人口に対する製造業の従事者の割合は、日本の主要都市と比較してかなり低く、仙台市の工業化はそれほど進まなかった。

## 仙塩合併
仙台と塩竈の合併に関する議論は戦前からあった。議論の内容としては、当時の日本の大都市はいずれも港湾設備を保有しているから、仙台市と港湾設備のある塩竈町（当時）の合併によって一大都市を建設することが肝要である、というものだった。仙台市は塩竈町、岩切村、多賀城村、高砂村、七ヶ浜村を合併の対象と見ていた。しかし、塩竈町は自らの町の基盤固めを優先して合併には消極的姿勢を取り、この時の合併議論は流れた。
戦後、仙塩特定地域総合開発計画が立案されると、仙塩合併は再燃した。この頃の仙台市長は岡崎栄松で、岡崎は宮城県の仙塩特定地域総合開発計画を基礎としつつも、独自の都市構想を持っていた。それは、50万人都市仙台の実現で、仙台市の特別市への移行も見据えたものだった。仙台市の市域調査委員会は、仙台市およびその周辺市町村が一つの日常生活圏となっていることから、日常生活圏と行政圏が一致することが望ましいと、岡崎へ答申した。これを受けた岡崎は、仙台市を含む18市町村による合併構想を表した。一方、宮城県は、国の方針である町村合併促進法に基づいた市町村合併案を抱えており、仙台市の合併案と宮城県の合併案は衝突することになった。宮城県は、仙台市の方向性については理解を示しながら、早急な広域合併を避けて、塩竈市との合併および工業地帯の実現を目指すべきだとし、仙台市の内陸方向への拡大には反対した。一方、塩竈市では、市長の桜井辰治が仙台市との合併を拒否、松島町、多賀城町、七ヶ浜村、利府村、宮戸村との合併による臨海都市の実現を表明し、この時の仙塩合併構想は進まなかった。
仙台湾沿岸地域への新産業都市指定を目指す動きは、合併議論再開の契機となった。1963年（昭和38年）に県知事を会長とする「仙塩広域都市建設促進協議会」が発足し、これに仙台市、塩竈市、多賀城町（当時）、七ヶ浜町、利府村（当時）、名取市、岩沼町（当時）、松島町の8市町村の首長と議長が参加した。当初、宮城県は5市町村の合併案を抱いていたが、仙台市の主張で名取市、岩沼町、松島町の3市町が加えられた。塩竈市長の桜井は、この時は知事の合併方針に賛同していた。仙台湾沿岸地域は1964年（昭和39年）に新産業都市に指定され、8市町村の合併は現実味を帯び始めた。地元紙『河北新報』のアンケートでは、9割が合併賛成と答えた。しかし、1966年（昭和41年）1月の仙台市長選挙で、仙台市以外の7市町村の首長がそろって、現職の仙台市長島野武の対立候補者を支持するという出来事があった。島野は3選を果たしたが、合併協議は中断した。この年の10月に仙塩地区市町村合併協議会が設置されたが、これに参加したのは仙台市、塩竈市、多賀城町、利府村、名取市の5市町村で、七ヶ浜町、岩沼町、松島町の3町は合併の議論から離脱した。協議会は1967年（昭和42年）3月の合併を目指したが、この目前の2月25日に多賀城町が仙台港の未着工を理由に合併からの離脱を表明した。その後、4市村での合併も議論に上がったが、協議会は2月28日に合併は困難であると結論を出した。こうして仙塩合併は頓挫した。当時の多賀城町の財政は堅実であり、合併に頼る必要はなかったとも言われる。また、合併破綻の直接的な原因は多賀城町の離脱だが、『仙台市史』は7市町村長の島野不支持の事例に見られる政治的な軋轢も仙塩合併頓挫の理由の一端として挙げている。

## 仙塩広域都市計画
1968年（昭和43年）に（新）都市計画法が施行された後、1970年（昭和45年）7月7日に宮城県は「仙塩広域都市計画区域」を指定した。これは、それまで5つに分かれていた都市計画区域に富谷町（当時）を加え、これを1つの都市計画区域として統合したもので、当時の12市町にまたがっていた。数度の見直しを経て、2020年現在、仙台市の東半分、塩竈市、名取市、多賀城市、岩沼市、富谷市、宮城郡松島町、七ヶ浜町、利府町、黒川郡大和町の一部、大衡村の一部が計画区域に指定されている。